# Holden Beach
Holden Beach é uma cidade  localizada no estado norte-americano de Carolina do Norte, no Condado de Brunswick.

## Demografia
Segundo o censo norte-americano de 2000, a sua população era de 787 habitantes.
Em 2006, foi estimada uma população de 854, um aumento de 67 (8.5%).

## Geografia
De acordo com o United States Census Bureau tem uma área de
8,9 km², dos quais 7,7 km² cobertos por terra e 1,2 km² cobertos por água. Holden Beach localiza-se a aproximadamente 6 m acima do nível do mar.

## Localidades na vizinhança
O diagrama seguinte representa as localidades num raio de 20 km ao redor de Holden Beach.